# David Bornhammar
David Bornhammar, tidigare David Johansson, född 15 juni 1981 i Lidingö, är en svensk före detta ishockeyback.